# Rami Brinis
Rami Brinis – algierski zapaśnik walczący w stylu wolnym. Srebrny medalista mistrzostw Afryki w 2022 roku